# 2-й гвардейский кавалерийский корпус

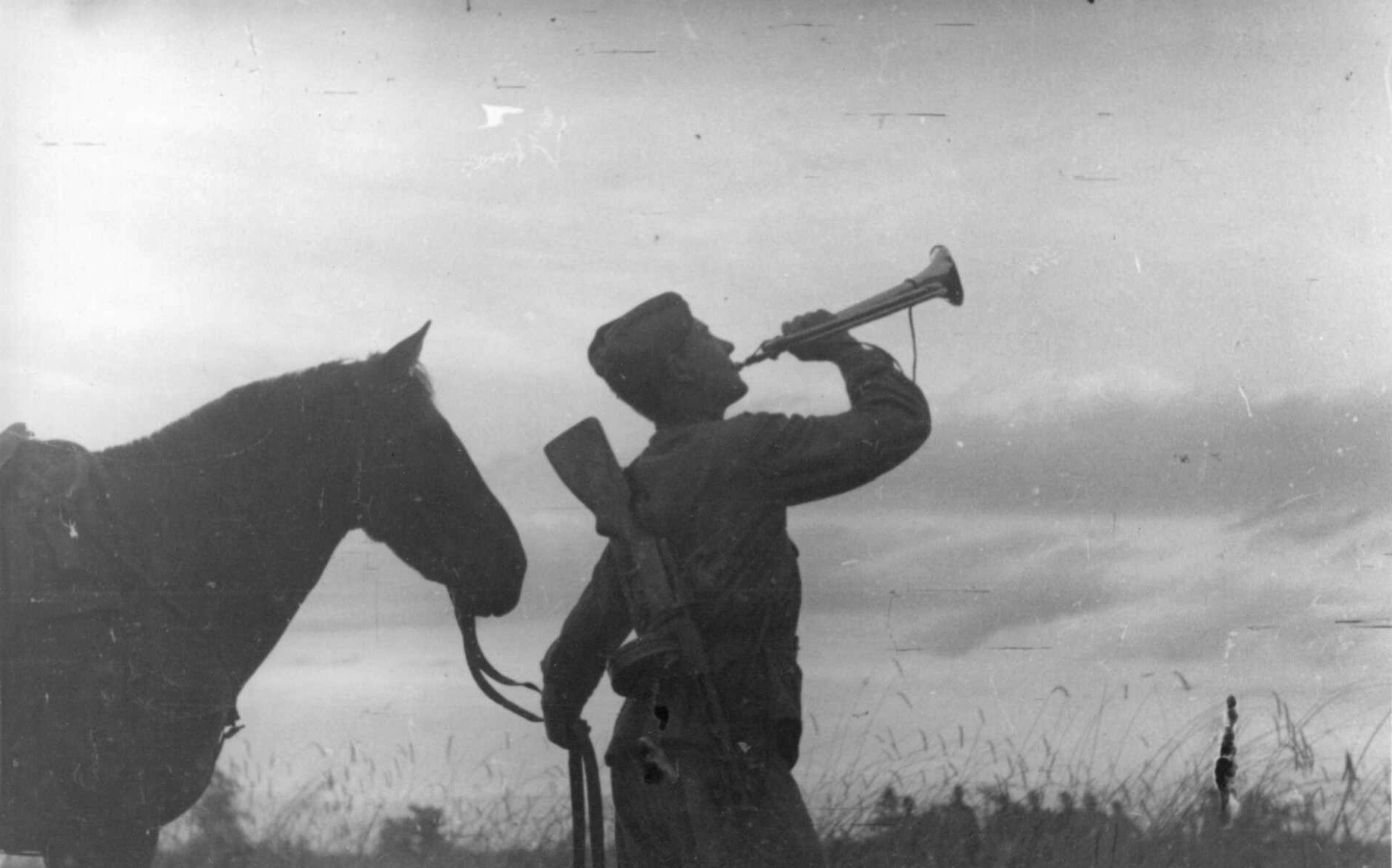
Советский горнист подает сигнал боевой тревоги в одной из частей 2-го гвардейского кавалерийского корпуса, Брянский фронт, сентябрь 1943 года.

2-й гвардейский кавалерийский корпус — гвардейское высшее тактическое (оперативное-тактическое) соединение (гвардейский кавалерийский корпус) РККА ВС СССР.
Наименование кавалерийского формирования:
- действительное:
  - полное — 2-й гвардейский Померанский Краснознаменный ордена Суворова кавалерийский корпус;
  - укороченное — 2-й гвардейский кавалерийский корпус;
  - сокращённое — 2 гв.кк.
- условное, полное — Войсковая часть № 15309

## История
Сформированный в самом начале Великой Отечественной войны как 3-й кавалерийский корпус из военнообязанных Кубани, Ставрополя, Дона, Терека, Кабардино-Балкарии, кавалерийский корпус прошёл тысячи километров Великой войны от Смоленска и Москвы до Берлина.
Приказом Народного Комиссара Обороны Союза ССР № 342, от 26 ноября 1941 года, за мужество, героизм и отвагу личного состава 3-го кавалерийского корпуса, проявленные в боях против немецко-фашистских захватчиков корпус был награждён почётным званием «Гвардейский», получил новый войсковой № и был преобразован во 2-й гвардейский кавалерийский.
В марте 1943 года 2 гв.кк усиленный 28-й и 30-й отдельными лыжными бригадами совершил «Севский рейд» по Брянщине, во время него были потеряны более 15 000 человек личного состава, тогда же в состав гвардейского соединения вместо 20-й кавалерийской дивизии была включена 7-я кавалерийская дивизия, которая до этого погибла в апреле 1943 года. С июня 1943 года 20-я кавалерийская дивизия была возвращена в состав гвардейского кавкорпуса.
В июле 1943 года соединение конников направили под Карачёв, но Линия обороны вооружённых сил нацистской Германии «Ханген» преграждала дороги на Брянск и Бежицу. В сентябре 1943 года, окруженный немецко-фашистскими войсками 2-й гвардейский кавкорпус выполняя приказ держал плацдармы на реке Десна. Позже прорвал немецкую линию обороны «Ханген», и открыл войскам Красной Армии путь на Брянск.

« ... Второй гвардейский кавкорпус генерал-майора Крюкова В. В. в боях при форсировании Десны 11 — 15 сентября 1943 года показал образцы отличной боевой выучки, стойкости и умение маневрировать ... За смелые и решительные действия при форсировании реки Десны представить 2-й гвардейский кавкорпус к награждению орденом Красного Знамени, преобразовать 20-ю горно-кавалерийскую дивизию в 17-ю гвардейскую, ордена Ленина кавалерийскую дивизию ...»— Приказ Верховного Главнокомандующего ВС Союза ССР, от сентября 1943 года.
Летом 1945 года, в связи с демобилизацией Союза ССР была расформирована находившаяся в составе кавкорпуса 4-я гвардейская кавалерийская дивизия.
В начале июня 1945 года во 2-й гвардейский кавалерийский корпус прибыл Маршал Советского Союза Г. К. Жуков, чтобы лично поздравить воинов корпуса с успешным завершением Великой Отечественной войны.
13 октября 1945 года Директивой Генерального Штаба ВС СССР, от 13 октября 1945 года № Орг/1/600 2-й гвардейский кавалерийский корпус был преобразован во 28-ю гвардейскую механизированную дивизию в состав которой вошли, преобразованные в полки, бывшие 3-я, 4-я и 17-я гвардейские кавалерийские дивизии корпуса.
8 ноября 1945 года в городе Тильзит (ныне город Советск Калининградской области) состоялся последний парад 2-го гвардейского кавалерийского корпуса. Парад проходил на ипподроме. Принимал его 1-й заместитель Верховного Главнокомандующего Маршал Советского Союза Г. К. Жуков в присутствии командующего войсками Особого военного округа.
28-я гвардейская механизированная дивизия от 2-го гвардейского кавалерийского корпуса получила почётное наименование — «Померанская» и ордена Красного Знамени и Суворова и стала именоваться как 28-я гвардейская механизированная Померанская Краснознамённая ордена Суворова дивизия. В 1957 году 28-я гвардейская механизированная дивизия была переформирована в 40-ю гвардейскую танковую Померанскую Краснознамённую ордена Суворова дивизию.

### Периоды вхождения в состав Действующей армии
В состав Действующей Красной Армии 2 гв.кк входил: 
- с 26 ноября 1941 года по 16 февраля 1942 года;
- с 17 июля 1942 года по 23 января 1943 года;
- с 12 февраля по 30 апреля 1943 года;
- с 18 июля 1943 года по 9 мая 1945 года.

## Состав

### На 1 мая 1945 года
- управление (командование, специальные службы, отделы, отделения. штаб и так далее)
- 3-я гвардейская кавалерийская Мозырская Краснознамённая ордена Суворова дивизия;
- 4-я гвардейская кавалерийская Мозырская Краснознамённая дивизия;
- вошла 20.11.1941 20-я горно-кавалерийская дивизия→
с января 1942 года 20-я кавалерийская дивизия (формирования 1942 года)→
18.9.1943-1.12.1945 17-я гвардейская кавалерийская Мозырская ордена Ленина Краснознамённая орденов Суворова и Кутузова дивизия;
- 7-я кавалерийская дивизия (с февраля по апрель 1943 года);
- 1459-й самоходный артиллерийский Седлецкий[2] Краснознаменный полк;
- 149-й гвардейский истребительно-противотанковый Краснознаменный полк;
- 2-й отдельный гвардейский истребительно-противотанковый дивизион;
- 60-й отдельный гвардейский минометный дивизион;
- 10-й гвардейский минометный Седлецкий Краснознаменный полк реактивной артиллерии;
- 1730-й зенитный артиллерийский Краснознаменный полк.

Корпусные части:
- 2-й гвардейский отдельный дивизион связи
- 191-й отдельный автотранспортный батальон, с 18.07.1943
- 350-я полевая авторемонтная база, с 28.05.1944
- 256-й прачечный отряд, с 17.07.1942
- 257-й прачечный отряд, с 01.07.1944
- 30-й полевой автохлебозавод, с 18.07.1943
- 90-я полевая касса Госбанка, с 17.07.1942
- 18-я военно-почтовая станция, с 17.07.1942

Перечень № 4 Управлений корпусов, входивших в состав действующей армии в годы Великой Отечественной войны 1941—1945 гг. / Покровский А. П. — М.: Министерство обороны, 1956. — 151 с.

## Командование корпуса

### Командиры корпуса
- генерал-майор Доватор, Лев Михайлович (с 26.11.1941 по 19.12.1941), погиб 19.12.1941;
- генерал-майор Плиев, Исса Александрович (с 19.12.1941 по 05.03.1942);
- генерал-майор, генерал-лейтенант Крюков, Владимир Викторович (с 06.03.1942 по декабрь 1945).

### Заместители командира корпуса по строевой части
- Куц, Иван Фёдорович (с июня 1942)

### Военные комиссары корпуса
С конца 1942 года — заместитель командира корпуса по политической части:
- бригадный комиссар Е. А. Щукин

### Начальники штаба корпуса
- полковник Картавенко, Андрей Маркович

…
- полковник Мансуров, Борис Владимирович

### Начальники политотдела
- полковой комиссар Дробиленко, Тимофей Фёдорович

## Награды и почётные наименования
- «Гвардейский» — почетное звание присвоено приказом Народного Комиссара обороны СССР № 342 от 26 ноября 1941 года при преобразовании во 2-й гвардейский кавалерийский корпус.
- Орден Красного Знамени — награждён указом Президиума Верховного Совета СССР от 18 сентября 1943 года за смелые и решительные действия при форсировании реки Десна.[4]
- «Померанский» — почётное наименование присвоено за отличие в боях при прорыве сильно укрепленной обороны немцев и овладение городами Бервальде, Темпельбург, Фалькенбург, Драмбург, Вангерин, Лабес, Фрайенвальде, Шифельбайн, Регенвальде и Керлин 4 марта 1945 года. Приказ Верховного Главнокомандующего № 065 от 5 апреля 1945 года.
- Орден Суворова II степени — награждён указом Президиума Верховного Совета СССР от 26 апреля 1945 года за образцовое выполнение заданий командования в боях с немецкими захватчиками при овладении городом Быдгощ (Бромберг) и проявленные при этом доблесть и мужество.[5]

Награды частей корпуса:
- 2-й отдельный гвардейский истребительно-противотанковый ордена Красной Звезды[6] дивизион
- 2-й отдельный гвардейский ордена Красной Звезды[6] дивизион связи

## Отличившиеся воины корпуса[7].[8]
В годы Великой Отечественной войны тысячи воинов корпуса были награждены орденами и медалями СССР, 42 воина были удостоены звания Герой Советского Союза.17 человек стали кавалерами ордена Славы 3-х степеней.
 Герои Советского Союза:
Командование корпуса:
- Доватор, Лев Михайлович, гвардии генерал-майор, командир корпуса. Указ Президиума Верховного Совета СССР от 21.12.1941 года. Звание присвоено посмертно.
- Крюков, Владимир Викторович, гвардии генерал-лейтенант, командир корпуса. Указ Президиума Верховного Совета СССР от 6.04.1945 года. Медаль «Золотая Звезда» № 5792.

Дивизии корпуса
- 3-я гвардейская кавалерийская дивизия — 18 Героев Советского Союза;
- 4-я гвардейская кавалерийская дивизия — 9 Героев Советского Союза;
- 7-я кавалерийская дивизия:[9]
  - Левченко Иван Алексеевич, лейтенант, командир минометного взвода 249 кавалерийского полка. Указ Президиума Верховного Совета СССР от 18 мая 1943 года. Звание присвоено посмертно.
- 17-я гвардейская кавалерийская дивизия — 13 Героев Советского Союза.

 Кавалеры Ордена Славы 3-х степеней:
- 3-я гвардейская кавалерийская дивизия — 8 человек;
- 4-я гвардейская кавалерийская дивизия — 7 человек;
- 17-я гвардейская кавалерийская дивизия — 1 человек
- Салов, Василий Иванович, рядовой, наводчик самоходной артиллерийской установки СУ-76 1459 самоходного артиллерийского полка. Указ Президиума Верховного Совета СССР от 15 мая 1946 года.